# Нагрудний Олексій Володимирович
Олексій Володимирович Нагрудний (нар. 2 квітня 1974, Рубіжне, Луганська область, УРСР, СРСР) — український актор театру і кіно, телеведучий та співак.

## Життєпис
Олексій Нагрудний народився 2 квітня 1974 року в місті Рубіжне Луганської області. У 1993 році закінчив Сєвєродонецьке музичне училище по класу баяна-акордеона.
Закінчив у 1999 році факультет театральної режисури Київського Національного університету культури і мистецтв, за спеціальністю «актор, режисер театрального колективу, викладач сценічної майстерності».
У 2001 році закінчив вищі акторські курси Санкт-Петербурзької державної академії театрального мистецтва.

### Особисте життя
У 2007 році під час фільмування телесеріалу «Серцю не накажеш» Олексій Нагрудний познайомився з російською акторкою Ольгою Чурсіною. Цього ж року пара побралася. Проте шлюб тривав недовго.
7 квітня 2019 року Олексій Нагрудний одружився з відомою кастинг-директоркою Світланою Горошковою, з якою давно перебував у цивільному шлюбі. У подружжя є сини Олександр (нар. 2008) та Євген (нар. 2024).
Олексій Нагрудний захоплюється східними єдиноборствами, пише пісні, грає на гітарі.

## Творчість

### Співак
Був солістом гуртів «Іграшки» у 1998—2001 та «Полюс» у 2001—2002 роках.

### Телеведучий
Олексій Нагрудний працював ведучим «Студії 5» та «Національної лотереї» на Першому національному каналі, «Сніданку з «1+1».

### Актор
У 2003-2004 роках актор Театру драми та комедії на Лівому березі. З 2002 по 2004 рік — актор театру «Браво». У 2004—2007 роках — актор Київського академічного Молодого театру. Працював у московському «Театрі музики та драми Стаса Наміна» з 2007 по 2010 рік.
Нині Олексій Нагрудний актор Київського академічного театру «Золоті ворота».
Дебютував у кіно в 2004 році, зігравши невелику роль міліціонера Клепакова у серіалі «Небо в горошок».

## Роботи в театрі
Київський академічний театр драми і комедії на лівому березі Дніпра
Київський театр «Браво»
Київський академічний Молодий театр
- 2016 — «Піаніст» за п'єсою «Прощавай, настроювачу!» Вадима Лєванова; реж. Валерія Городецька

Московський «Театр музики та драми Стаса Наміна»
Київський академічний театр «Золоті ворота»
- 2014 — «Браковані люди» Василя Сігарєва; реж. Стас Жирков
- 2015 — «Олеся. Забута історія кохання» за мотивами повісті «Олеся» Олександра Куприна; реж. Іван Уривський[7][8]
- 2015 — «Сталкери» за п'єсою «На початку і наприкінці часів» Павла Ар’є; реж. Стас Жирков (копродукція із Київським академічним Молодим театром. Прем'єра в березні на камерній сцені, з жовтня 2015-го — основна сцена Молодого театру, з 26 квітня 2019 — на сцені Театру драми і комедії)[9]

Театральна агенція «ТЕ-АРТ» (м. Київ)
- 2016 — «Ілюзії» Івана Вирипаєва; реж. Стас Жирков (з сезону 2018/19 — в репертуарі «Золотих воріт»)[10]

## Фільмографія
| Рік       |    | Українська назва                   | Оригінальна назва                | Роль                                                          |
| --------- | -- | ---------------------------------- | -------------------------------- | ------------------------------------------------------------- |
| 2025      | ф  | раша гудбай                        |                                  |                                                               |
| 2024      | с  | Ніхто не ідеальний                 |                                  | Роман                                                         |
| 2019      | с  | Повернення                         | Возвращение                      | Стас                                                          |
| 2019      | с  | Дзвонар                            | Звонарь                          | Сергій                                                        |
| 2019      | ф  | Зустріч однокласників              | Льоша                            | головна роль                                                  |
| 2019      | с  | Сурогатна мати                     | Сурогатная мать                  | Герман Трубін                                                 |
| 2019      | с  | Серце матері                       | Сердце матери                    | Кирило Кузнєцов                                               |
| 2019      | с  | Сонячний листопад                  | Солнечный ноябрь                 | епізодична роль                                               |
| 2019      | с  | Готель «Купідон»                   |                                  | Назар                                                         |
| 2018      | с  | Подорож до центру душі             | Путешествие к центру души        | Єгор, художник                                                |
| 2018      | с  | Прислуга                           | Прислуга                         | Антон                                                         |
| 2018      | с  | Найкращий за всіх                  | Лучше всех                       | Денис                                                         |
| 2018      | с  | Кров янгола                        | Кров ангела                      | Сергій Родіонов, коханець Лариси                              |
| 2018      | с  | Поверни моє життя                  | Верни мою жизнь                  | Трєгубов                                                      |
| 2017—2018 | с  | Коли ми вдома. Нова історія        | Когда мы дома. Новая история     | ведучий телешоу                                               |
| 2017      | с  | Рецепт кохання                     | Рецепт любви                     | режисер                                                       |
| 2017      | ф  | Інфоголік                          | Инфоголик                        | колега Максима, котрий хоче посісти керівну посаду в компанії |
| 2017      | с  | Обручка з рубіном                  |                                  | Андрій                                                        |
| 2017      | с  | Подаруй мені життя                 | Подари мне жизнь                 | Стас                                                          |
| 2017      | с  | Тато Ден                           | Папа Ден                         | епізодична роль                                               |
| 2017      | с  | Мама для Снігуроньки               | Мама для Снегурочки              | Максим                                                        |
| 2017      | с  | Спокуса                            | Искушение                        | епізодична роль                                               |
| 2016      | с  | Хірургія. Територія кохання        | Хирургия. Территория любви       | '                                                             |
| 2016      | с  | Свій чужий син                     | Свой чужой сын                   | Кирило Нєжин                                                  |
| 2016      | с  | Провідниця                         | Проводница                       | Віктор                                                        |
| 2016      | с  | Підкидьки                          | Подкидыши                        | Шестаков                                                      |
| 2016      | с  | Поганий гарний коп                 | Плохой хороший коп               | Ігор Кутузов                                                  |
| 2016      | с  | Мереживо долі                      | Нити судьбы                      | Денис                                                         |
| 2016      | с  | Улюблена вчителька                 | Любимая учительница              | Максим Суворін                                                |
| 2015      | ф  | Особистий інтерес                  | Личный интерес                   | Олег                                                          |
| 2014      | с  | Особиста справа                    | Личное дело                      | Гримов, адвокат                                               |
| 2014      | с  | Так далеко, так близько            | Так далеко, так близко           | Валерій Варґін, журналист                                     |
| 2012      | с  | Пристрасті за Чапаєм               | Страсти по Чапаю                 | Неустроєв                                                     |
| 2012      | с  | Лист очікування                    | Лист ожидания                    | Яґунков, журналіст                                            |
| 2011      | с  | Чемпіони з підворіття              | Чемпионы из подворотни           | Ладига у молодості                                            |
| 2011      | с  | Повернення Мухтара-7               | Возвращение Мухтара-7            | Артем Рєзунов / Добринін, адвокат                             |
| 2010      | кф | Дива в кепці                       |                                  | Олексій, головна роль                                         |
| 2010      | с  | Повернення Мухтара-6               | Возвращение Мухтара-6            | Михайло Лисянський, фотограф                                  |
| 2007      | с  | Серцю не накажеш                   | Сердцу не прикажешь              | Андрій Попков                                                 |
| 2007      | с  | Повернення Мухтара-4               | Возвращение Мухтара-4            | «Джеймс»                                                      |
| 2007      | ф  | Повертається чоловік з відрядження | Возвращается муж из командировки | Руслан Джаіров                                                |
| 2006      | тф | Таємниця Маєстро                   | Тайна Маэстро                    | Андрій Розумовський                                           |
| 2006      | с  | Утьосов. Пісня довжиною у життя    | Утёсов. Песня длиною в жизнь     | Фунтик-водолаз                                                |
| 2005      | с  | Новий російський романс            | Новый русский романс             | Максик Кульков                                                |
| 2006      | с  | П'ять зірок                        | Пять звёзд                       | Віктор Нагірний                                               |
| 2004      | с  | Небо в горошок                     | Небо в горошек                   | Клепаков, міліціонер                                          |